# Skokan skvrnkovaný
Skokan skvrnkovaný (Rana pretiosa) je žába z čeledi skokanovitých.
Jeho tělo dosahuje délky 4 až 10 centimetrů, samice jsou pak mírně větší než samci. Jejich barva může být zelená až červenavě hnědá, na hlavě a zádech pak mají černé skvrnky. Na bocích je skokan skvrnkovaný načervenalý až lososový a jeho potravu tvoří především mouchy a malé ryby.
Do areálu rozšíření skokana skvrnkovaného patří americké státy Washington (okres Thurston) a Oregon (okresy Deschutes, Lane a Klamath) a kanadská provincie Britská Kolumbie. Dříve se nacházel i v Kalifornii, kde byl ovšem vyhuben. Na území svého rozšíření je tato řába pozorována jen vzácně, jejím přirozeným prostředím jsou mělké močály se sezónní nebo permanentní přítomností vody. Množení probíhá v mělkých částech močálů, kde je vegetace buď řídká nebo nízká. Jedná se o vysoce vodomilného živočicha, jehož úbytek může mít na svědomí změněná hydrologie, výskyt invazivních rostlin nebo predace rybami.
Skokan skvrnkovaný má dva poddruhy, jedním je Rana pretiosa luteiventris (Columbia spotted frog), druhým Rana pretiosa pretiosa.
Několik organizací propojených v Severozápadní aliancí zoologických zahrad a akvárií pracuje na projektech obnovení populace skokana skvrnkovaného. Patří mezi ně Vancouver Aquarium, Greater Vancouver Zoo, Woodland Park Zoo nebo The Evergreen State College. O zlepšení životního prostředí tohoto druhu se snaží i několik místních školních skupin.